# Maison de Radio-Canada
Das Maison de Radio-Canada ist ein Wolkenkratzer in Montreal. Er befindet sich am Boulevard René-Lévesque nordöstlich des Stadtzentrums und ist das Sendezentrum des französischsprachigen Teils der staatlichen kanadischen Rundfunkgesellschaft CBC/Radio-Canada.

## Beschreibung
Die 1936 gegründete CBC/Radio-Canada sendete am Standort Montreal zunächst vom ehemaligen Hotel Ford aus. Über die Jahre hinweg wurde das Radio- und Fernsehprogramm laufend ausgebaut, so dass das Gebäude sich allmählich als zu klein erwies. In den 1960er Jahren wurde in der Nähe der Molson-Brauerei ein heruntergekommenes Viertel komplett abgerissen. Auf dem nun freien Gelände entstand nach Plänen des schwedischen Architekten Tore Björnstad ein 105 Meter hoher Wolkenkratzer mit 24 Stockwerken.
Das Maison de Radio-Canada dient überwiegend als Verwaltungsgebäude der Rundfunkgesellschaft. Die Sendestudios und Kontrollzentren befinden sich in mehreren angrenzenden Flachbauten, zum Teil auch unterirdisch. Von hier aus werden folgende Programme verbreitet:
- Radio: Première Chaîne, Espace musique, CBME-FM, CBM-FM, CBF-FM, CBFX-FM
- Fernsehen: Télévision de Radio-Canada, Réseau de l’information, CBMT-DT, CBFT-DT

Seit 2008 bestehen Pläne, die Nebengebäude des Maison de Radio-Canada aufzustocken, um so das Gelände besser zu nutzen. Ein Investitionsprojekt im Wert von 1,6 Milliarden CAD sieht den Bau von 2000 Wohnungen, Büros, Gewerbeflächen und öffentlichen Räumen vor.
Die Straße, an der das Maison de Radio-Canada liegt, hieß ursprünglich Rue Dorchester. Sie wurde 1987 zu Ehren des Quebecer Premierministers René Lévesque umbenannt, der vor Beginn seiner politischen Karriere als Reporter und Moderator bei CBC/Radio-Canada gearbeitet hatte.